# Björn Huitfeldt
Björn Huitfeldt, född 20 juni 1986 på Mariehem i Umeå, är en svensk beachvolleybollspelare tävlande för Iksu. 
Huitfeldt bildar sedan 2010 tillsammans med Petter Jonsson det svenska utvecklingslandslaget i beachvolleyboll. De inledde säsongen 2010 med fyra raka pallplatser på Swedish Beach Tour.
Efter ett uppehåll blev laget svenska mästare 2014.